# Geonoma weberbaueri
Geonoma weberbaueri là loài thực vật có hoa thuộc họ Arecaceae. Loài này được Dammer ex Burret mô tả khoa học đầu tiên năm 1930.